# María Peralta
María de los Ángeles Peralta (Mar del Plata, Província de Buenos Aires, 30 de novembre de 1977) és una corredora de llarga distància argentina.
Va competir en la marató dels Jocs Olímpics de 2012 a Londres, arribant en 82a posició, amb un temps de 2:40'50".
El 2016, després de classificar-se a la Marató de Berlín, amb un temps de 2ː37'57", correrà en la marató dels Jocs Olímpics de Rio.

## Millors marques personals
| Distància         | Temps    | Lloc de celebració      | Data                |
| ----------------- | -------- | ----------------------- | ------------------- |
| 800 m.            | 2:16.77  | Santa Fe Argentina      | 29 d'abril de 2006  |
| 1500 m.           | 4:23.20  | Santa Fe Argentina      | 16 d'abril de 2005  |
| 3000 m.           | 9:20.53  | Buenos Aires Argentina  | 8 de febrer de 2014 |
| 5000 m.           | 16:13.43 | Buenos Aires Argentina  | 25 de gener de 2014 |
| 10000 m.          | 33:57.44 | Buenos Aires Argentina  | 26 de gener de 2014 |
| Mitja Marató      | 1:15:21  | Cardiff Gal·les         | 26 de març de 2016  |
| Marató            | 2:37:57  | Rotterdam Països Baixos | 15 d'abril de 2012  |
| 3000 m. obstacles | 10:33.71 | Rosario Argentina       | 1 de juny de 2003   |